# Alexis Ohanian
Alexis Kerry Ohanian (24 de abril de 1983) é um empreendedor e investidor web. Conhecido por ser o co-fundador e presidente executivo do site de mídia sociais Reddit, ele também foi um dos fundadores da Initialized Capital (empresa de capital de risco), ajudou a lançar o site de busca de viagens Hipmunk, e iniciou a empresa social Breadpig. Ele também foi sócio da Y Combinator. Em 2012, Andy Greenberg, da revista Forbes, o apelidou de "Prefeito da Internet".
Ohanian mora em São Francisco. Ele é casado com a tenista Serena Williams e eles têm uma filha juntos.

## Nascimento
Ohanian nasceu no Brooklyn, Nova Iorque. Seus avós vieram para os EUA como refugiados após o Genocídio Armênio. Alexis foi para Howard High School na cidade de Ellicott, Maryland, onde ele deu o seu discurso de estudante para a sua turma de formandos em 2001.

## Carreira
Depois de se formar na Universidade da Virgínia em 2005, com graduação em comércio e história, Ohanian e seu amigo Steve Huffman apresentaram a ideia MyMobileMenu para Y Combinator. A empresa recusou a ideia, mas encorajou a dupla a apresentar outra ideia que poderia potencialmente financiar. Eles posteriormente vieram com reddit.com com o objetivo de se tornar a "front page of the Internet." Vivendo em Boston na época, eles estavam com menos de um mês de desenvolvimento quando Ohanian soube que sua namorada tinha caído do quinto andar e estava em coma. Pouco depois, quando seu pai o chamou para lhe dizer que sua mãe havia sido diagnosticada com um tumor inoperável.
O Reddit se juntou ao primeiro lote de start-ups da Y-Combinator no verão de 2005 e foi posteriormente adquirido pela Condé Nast em 2006 por um valor não revelado entre 10 e 20 milhões de dólares. Ohanian continuou a trabalhar em estreita colaboração com o Reddit como membro de seu conselho de diretores. Ele retornou ao Reddit em tempo integral com o co-fundador Huffman em 10 de julho de 2015 para liderar a empresa agora independente. Ele se afastou da empresa em fevereiro de 2018 para voltar a se concentrar em investir.
Em 2007, a Ohanian lançou a Breadpig, uma " uncorporation" que produz mercadorias nerds e que faz doações para a caridade. Ele não está mais envolvido nas operações do dia-a-dia da Breadpig. Depois de deixar o Reddit em 2010, Ohanian passou três meses trabalhando com Microfinanciamento na Kiva em Yerevan, Armênia.
Ohanian ajudou a lançar o site de busca de viagens Hipmunk em 2010 e passou a atuar como consultor. Em junho de 2010, a Ohanian anunciou o lançamento de sua empresa, a Das Kapital Capital, que se concentra no investimento, consultoria e consultoria de startups.
Administrou a comunidade de marketing antes de se tornar um consultor e se juntar à luta contra o SOPA & PIPA. Ele investiu e aconselhou mais de 200 startups de tecnologia e foi sócio da Y Combinator, criou e organizou um show chamado Small Empires (2 temporadas!) Sobre startups de tecnologia e suas comunidades e em 2013 escreveu um livro best-seller nacional, “Without Their Permission”. Ao longo do caminho, Alexis falou no TED, foi voluntário na Armênia como Kiva Fellow e foi nomeado na lista Forbes Under 30 por dois anos seguidos.

## Militância Virtual
Ohanian desempenhou um papel fundamental na organização de protestos em toda a Internet contra o Stop Online Piracy Act (SOPA), uma lei que teria facilitado para os detentores de direitos autorais fechar sites suspeitos de envolvimento com o compartilhamento ilegal de arquivos. (Embora ele não esteja mais envolvido no dia a dia com o Reddit, ele faz parte do conselho de administração do site e é uma voz influente na comunidade da Web.)
Em março de 2012 Ohanian forma junto com a organização sem fins lucrativos Fight for the Future a Liga de Defesa da Internet (IDL), uma organização que visa mobilizar o público de sites populares contra legislação que ameaça seus interesses.
Ohanian descreveu o IDL para a Forbes como um "bat-sinal para a Internet" que alertaria os operadores de sites para ações antiInternet. Ele acredita pirataria on-line seja problema, mas que pode ser resolvido através de soluções baseadas no mercado, em vez de apenas uma solução legislativa.

## Prêmios e honras
Em 2011 e 2012, Ohanian foi nomeado para a lista "30 Under 30" da Forbes como uma figura importante na indústria de tecnologia. Em 2013, Ohanian e Erik Martin foram apresentados como "campeões da inovação" na edição do 20º aniversário da Wired . Em 2015, Ohanian foi nomeado para a lista "40 Under 40" da Crain para negócios. Em 2016, a Ohanian foi nomeado uma das "Pessoas Mais Criativas nos Negócios" da Fast Company.

## Trabalho criativo

### Mascotes
Ohanian criou mascotes para todas as empresas que ele fundou: o alienígena "Snoo" foi criado para o Reddit, um porco com asas de pão para a Breadpig, um esquilo para a Hipmunk e um texugo para Initialized Capital.

### Projeto Hijab Emoji
No início de 2017, ele trabalhou com o adolescente Rayouf Alhumedhi para fazer campanha por um emoji hijab. Ohanian ajudou a organizar um AMA(Brasil: Pergunte-me Tudo ) para Alhumedhi no Reddit em r/twoxchromosomes sobre sua ideia e respondeu aos críticos. Em 17 de julho de 2017, a Apple lançou sua versão do emoji hijab.

Hijab Emoji

### Campanhas de crowdfunding(Brasil:Financiamento Coletivo)
Em 10 de dezembro de 2012, Ohanian se juntou a Lester Chambers do The Chambers Brothers para lançar um projeto Kickstarter, com a intenção de fazer um novo álbum intitulado "Lester's Time Has Come". De acordo com a Fast Company , Ohanian objetivou "provar que há novas oportunidades de financiamento sustentáveis para artistas agora graças a plataformas como o Kickstarter". Este projeto levantou mais de US $ 61.000 para Chambers.
Dois anos depois, Ohanian arrecadou US $12.244 para o Black Girls Code, sem fins lucrativos, no Tilt.com. Em maio de 2014, Ohanian usou o Tilt.com novamente para lançar "Save Net Neutrality: Billboard no FCC's Backyard", uma campanha de crowdfunding para protestar contra os planos da FCC de eliminar a ideia de neutralidade da rede.
Visitando a Armênia por ocasião do 100º aniversário do Genocídio Armênio, em abril de 2015, o co-fundador do Reddit, Alexis Ohanian, visitou aldeias apoiadas pelo Fundo das Crianças da Armênia (COA) na zona rural da Armênia.

## Podcasts

### NYRD Radio
Em 15 de outubro de 2014, a Ohanian lançou o podcast do NYRD Radio. OS convidados no show incluíram Tim Ferriss, James Altucher, Carter Cleveland (fundador da Artsy) e Cameron Russell. O podcast apresenta um segmento chamado "Office Hours", no qual aspirantes a empreendedores podem se inscrever para trabalhar com uma ideia com ele.

### Upvoted
Em 8 de janeiro de 2015, Ohanian lançou o primeiro episódio - listado como "Episode 0" - do novo podcast do Reddit, Upvoted, no qual Ohanian se aprofundou em histórias reais encontradas no Reddit e conversou com os usuários envolvidos. A cada semana, o podcast se concentra em uma história diferente e apresenta um convidado em torno do qual essa história é centrada.